# Рифові острови
Рифові острови — це невелика група з 16 островів у північно-західній частині провінції Темоту Соломонових Островів. Ці острови історично також були відомі під назвами Острови Своллоу та Острови Матема.

## Географія
Островів розташовані 80 км на північ від Нендо, найбільшого з островів Санта-Крус. Центр групи знаходиться приблизно на 10°12'36" пд.ш., 166°10'12" сх.довжини. Острови підняті приблизно на п'ять метрів на схід і нахилені на захід. Острови піддаються приливним хвилям, спричиненим циклонами та вулканічною активністю сусіднього вулкана Тінакула. Ґрунти острова неглибокі, але родючі.
Острови або атоли групи:
- Ломлом
- Ніфілолі
- Фенуалоа
- Нгало
- Нгава
- Нганделі
- Нібанга Темау
- Нібанга Ненді
- Острів Матема
- Нгатендо
- Піджен (голубиний острів).

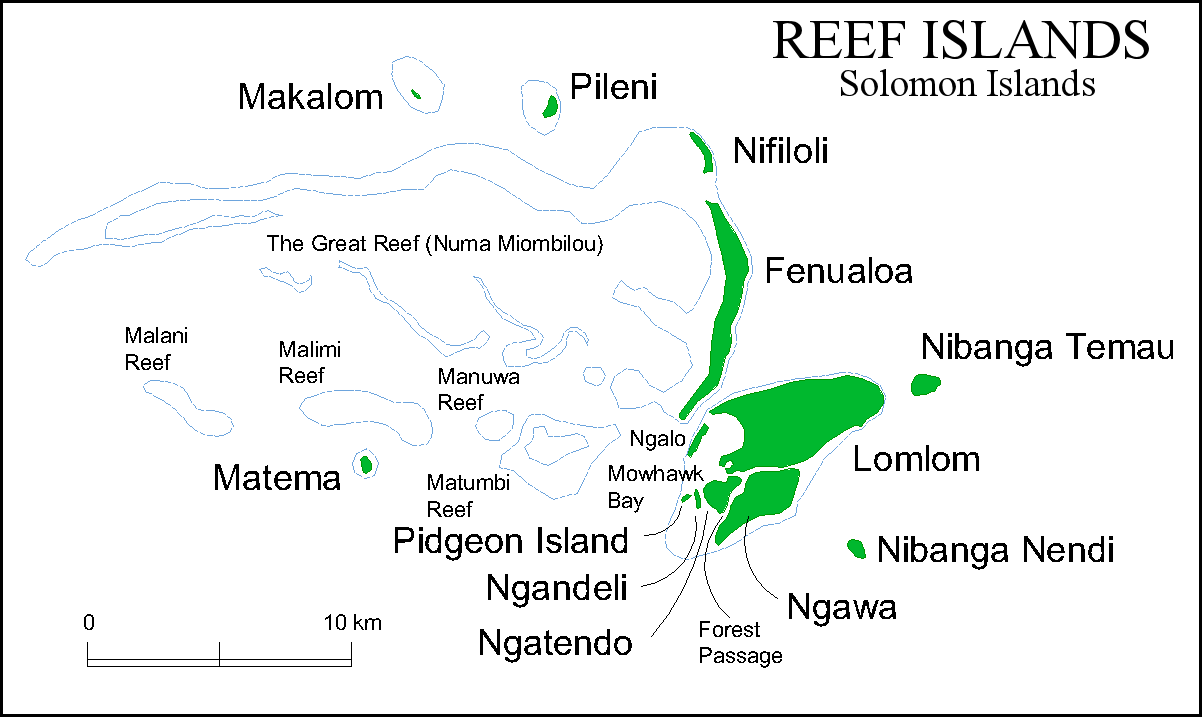
Карта Рифових островів. Нукапу та Нупані не показані, оскільки вони розташовані далі на північний захід від основної групи.

Numa Miombilou або «Великий риф» — це суцільна мілина, що тягнеться приблизно на 25 км на захід від Ніфілолі. В 10 км на південь від цієї мілини знаходяться 4 невеликі коралові рифи :
- Малані
- Малім
- Манува
- Матумбі.

Відокремлені від цих груп так звані «зовнішні острови»:
- Налонго та Нупані на 10°6'36" пд. шир., 165°19'12" сх.д., що знаходиться приблизно 75 км на північний захід від основної групи
- Нукапу розташоване близько 35 км на північний захід від основної групи
- Макалом приблизно 17 км на північний захід від основної групи
- Пилені близько 9 км на північний захід від основної групи
- Patteson Shoal близько 100 км від основної групи

## Населення та мови
За оцінками 2003 року, загальна чисельність населення Рифових островів становить близько 5600 осіб. Це включає полінезійську спільноту, яка, як вважають, є нащадками людей з північного Тувалу.
На Рифових островах розмовляють двома дуже різними мовами, обидві океанічні, але генеалогічно та типологічно дуже різні. Мешканці Пілені, Матема, Нупані та Нукапу розмовляють мовою Ваеакау-Таумако (також відомою як Пілені), полінезійською мовою, що є відчуженою. Інше меланезійське (неполінезійське) населення розмовляє мовою Äiwoo, яка входить до групи океанічних рифів і Санта-Крус.